# Don't Panic
Singles de Coldplay
Trouble
(2000) In My Place
(2002)
Pistes de Parachutes
Shiver
Don't Panic est le quatrième single issu de l'album studio Parachutes, le premier album du groupe anglais Coldplay.

## Historique
Don't Panic est aussi le premier titre de l'album. Il s'appelait à l'origine « Panic » et était l'un des six morceaux joués lors de leur premier concert en 1998. Il est possible que le nom ait été changé en référence à Douglas Adams et à son célèbre livre Le Guide du voyageur galactique dont la devise était Don't panic. Radiohead, groupe auquel est souvent comparé Coldplay, a nommé une de ses chansons Paranoid Android, ce qui est une autre référence au « guide ». La chanson est à tort souvent désignée Beautiful World, en raison de ses paroles.
La toute première version de Don't Panic fut enregistrée en juillet 1999, et figure sur le Blue Room EP. On remarquera plusieurs différences, notamment en ce qui concerne la pause instrumentale (où Chris Martin joue au piano) et les paroles.
Durant la tournée mondiale qui suivit la sortie de A Rush of Blood to the Head, la chanson fit partie du set. Comme on le voit dans le Live 2003, la chanson est considérablement rallongée pendant la pause instrumentale, et Jon Buckland joue un solo d'harmonica. L'instrument était bien souvent jeté dans le public, pour le plus grand plaisir des fans. 

## Clip
Le vidéo clip, réalisé par Tim Hope (il a aussi réalisé le clip de Trouble), commence par une représentation animée du cycle de l'eau. Un zoom est alors fait sur une petite maison : on y voit les quatre membres du groupe, en 2D (leurs corps sont dessinés et leurs visages sont comme découpés) en train de s'occuper (Chris fait la cuisine par exemple). Le bâtiment prend l'eau, le groupe est emporté par une vague, et dérive au fond de l'eau. Puis la caméra remonte à la surface, et les usines explosent, des cataclysmes surviennent, tout est détruit. La planète prend alors la forme du globe jaune présent sur la pochette de l'album. Le dernier plan montre les quatre membres de Coldplay dans une barque (Guy rame, Will cuisine, Chris joue de la guitare et Jon pêche).